# Relações entre Coreia do Sul e Japão

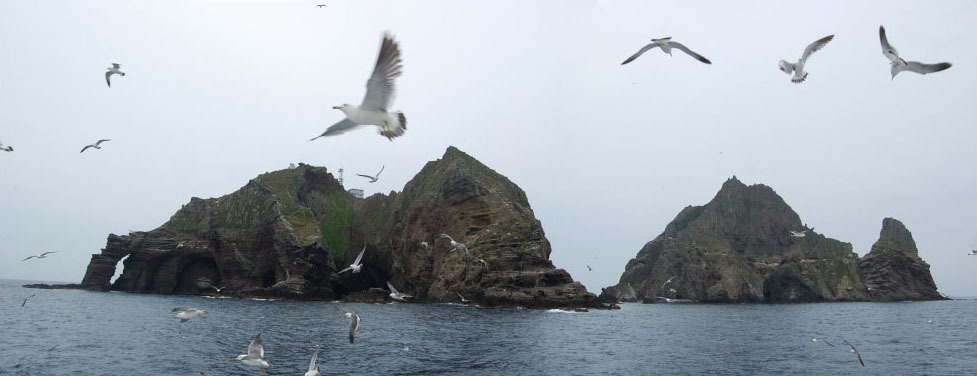
A soberania sobre os Rochedos de Liancourt desencadeou uma série de conflitos diplomáticos com o Japão.

As relações entre Coreia do Sul e Japão são as relações diplomáticas estabelecidas entre a República da Coreia e o Estado do Japão.
Ainda que conflitos diplomáticos entre estes países nunca mais ocorreram após a Segunda Guerra Mundial, ambos firmaram, em 1965, o "Tratado sobre a base das relações entre o Japão e a República de Coreia" para estabelecerem relações diplomáticas. Existe um forte sentimento japonês no país devido ao grande número de disputas entre japoneses e sul-coreanos, muitas das quais provêm desde a época da ocupação japonesa. Durante a guerra, mais de cem mil coreanos foram obrigados a servir ao exército imperial japonês. Algumas das mulheres coreanas foram levadas frente à guerra para servirem ao exército imperial japonês como "escravas sexuais", chamadas de mulheres de conforto.
Depois de mais de quatro décadas, com a intenção de melhorar as relações diplomáticas e de incentivar a prática do futebol, a FIFA decidiu sediar a Copa do Mundo de 2002 nos dois países. Segundo uma pesquisa, 74,6% dos japoneses e 60,9% dos sul-coreanos pensavam que este evento melhoraria a situação entre as nações. Atualmente, ainda que o conflito relativo à soberania sobre os Rochedos de Liancourt tenha complicado o acercamento de ambas as nações, Japão e Coreia do Sul são importantes parceiros comerciais para suas economias, embora exista um intercâmbio cultural entre eles.
De acordo com uma pesquisa de 2014 do Serviço Mundial da BBC que mediu a percepção dos habitantes de algumas nações em relação a outros países, 13% dos japoneses consideram a influência sul-coreana muito positiva, enquanto 37% possuem uma visão inteiramente negativa. Entre os sul-coreanos, 15% enxergam o Japão como uma influência positiva e 79% consideram a influência japonesa como negativa. Sendo assim, a Coreia do Sul só fica atrás da China entre os países em que os habitantes demonstram pouca afinidade com o Japão.